# BTS, the Best
BTS, the Best là album tổng hợp tiếng Nhật thứ hai của nhóm nhạc nam Hàn Quốc BTS. Nó được phát hành vào ngày 16 tháng 6 năm 2021, thông qua Def Jam Recordings và Virgin Music. Album là một thành công lớn về mặt thương mại, đạt vị trí số 1 trên bảng xếp hạng Oricon của Nhật Bản và tiếp tục trở thành nhóm nhạc nam Hàn Quốc đầu tiên vượt mốc 1 triệu album chỉ riêng tại Nhật Bản và tích lũy được doanh số tuần đầu tiên cao nhất cho một album tại Nhật Bản vào năm 2021.

## Bối cảnh
BTS đã thông báo về việc phát hành một bài hát tiếng Nhật mới, "Film Out" vào ngày 16 tháng 2 năm 2021. Bài hát được viết bởi thành viên Jungkook với sự hợp tác của Iyori Shimizu, giọng ca chính của ban nhạc rock Nhật Bản back number. Nó được dự kiến là bản nhạc kết của bộ phim Signal the Movie Cold Case Treatment Unit (2021). Vào ngày 26 tháng 3, nhóm đã phát hành đoạn giới thiệu cho video âm nhạc của bài hát và đồng thời thông báo về việc phát hành một album tiếng Nhật mới, BTS, the Best. Danh sách bài hát cũng đồng thời được công bố. Album bao gồm tất cả các bài hát tiếng Nhật trước đây của nhóm kể từ năm 2017, đồng thời bao gồm cả đĩa đơn tiếng Anh năm 2020 của họ, "Dynamite" như bài hát tặng kèm. Tổng cộng, 7 phiên bản của album đã được công bố với nhiều chi tiết khác nhau trong mỗi phiên bản, chẳng hạn như các áp phích, thẻ ảnh và tác phẩm nghệ thuật khác nhau.

## Diễn biến thương mại 
BTS, the Best ra mắt ở vị trí số 1 trên Oricon Daily Album Chart, bán được 571,589 bản vật lý chỉ trong 1 ngày, trở thành album bán chạy nhất của năm. Nó đã ra mắt ở vị trí số 1 trên Oricon Albums Chart trong tuần kết thúc vào ngày 28 tháng 6 năm 2021, bán được 782,369 bản. Album đã đứng đầu bảng xếp hạng trong 3 tuần liên tiếp, bán được hơn 885,000 bản. Album cũng đứng đầu Digital Album Chart của Oricon, bán được 7,603 bản kỹ thuật số trong tuần phát hành. Trên bảng xếp hạng Hot Albums của Billboard Japan, BTS, the Best ra mắt ở vị trí đầu bảng, ước tính đã bán được 807,000 đơn vị.

## Danh sách bài hát
Danh sách bài hát được trích từ Universal Music Japan, thông tin được trích từ Liner notes. Tất cả các bản dịch tiếng Nhật của KM-MARKIT.
| Disc 1 | Disc 1                                                                             | Disc 1                                                                                                 | Disc 1               | Disc 1     |
| STT    | Nhan đề                                                                            | Phổ lời                                                                                                | Sản xuất             | Thời lượng |
| ------ | ---------------------------------------------------------------------------------- | --- | -------------------- | ---------- |
| 1.     | "Film Out"                                                                         | Iyori Shimizu Jungkook                                                                                 | Back Number UTA      | 3:36       |
| 2.     | "DNA" (phiên bản tiếng Nhật; từ Face Yourself, 2018)                               | "Hitman" Bang Kass Pdogg RM Suga Supreme Boi                                                           | Pdogg                | 3:43       |
| 3.     | "Best of Me" (phiên bản tiếng Nhật; từ Face Yourself, 2018)                        | "Hitman" Bang Adora Andrew Taggart Ashton Foster J-Hope Pdogg RM Ray Michael Djan Jr. Sam Klemper Suga | Andrew Taggart Pdogg | 3:48       |
| 4.     | "Lights" (từ Map of the Soul: 7 ~The Journey ~, 2020)                              | UTA Yohei Sunny Boy                                                                                    | UTA                  | 4:50       |
| 5.     | "Blood Sweat & Tears" (phiên bản tiếng Nhật; từ Face Yourself, 2018)               | Pdogg RM Suga J-Hope "Hitman" Bang Kim Do Hoon                                                         | Pdogg                | 3:36       |
| 6.     | "Fake Love" (phiên bản tiếng Nhật; từ Map of the Soul:7 ~The Journey ~, 2020)      | "Hitman" Bang Pdogg RM                                                                                 | Pdogg                | 4:02       |
| 7.     | "Black Swan" (phiên bản tiếng Nhật; từ Map of the Soul:7 ~The Journey ~, 2020)     | August Rigo Clyde Kelly Pdogg RM Vince Nantes                                                          | Pdogg                | 3:19       |
| 8.     | "Airplane Pt. 2" (phiên bản tiếng Nhật; từ Map of the Soul:7 ~The Journey ~, 2020) | "Hitman" Bang Ali Tamposi J-Hope Liza Owen Pdogg RM Roman Campolo Suga                                 | Pdogg                | 3:39       |
| 9.     | "Go Go" (phiên bản tiếng Nhật; từ Face Yourself, 2018)                             | "Hitman" Bang Pdogg Supreme Boi                                                                        | Pdogg                | 3:56       |
| 10.    | "Idol" (phiên bản tiếng Nhật; từ Map of the Soul:7 ~The Journey ~, 2020)           | "Hitman" Bang Ali Tamposi Pdogg RM Roman Campolo Supreme Boi                                           | Pdogg                | 3:43       |
| 11.    | "Dionysus" (phiên bản tiếng Nhật; từ Map of the Soul:7 ~The Journey ~, 2020)       | J-Hope Pdogg RM Roman Campolo Suga Supreme Boi                                                         | Pdogg                | 4:09       |
| 12.    | "Mic Drop" (phiên bản tiếng Nhật; từ Face Yourself, 2018)                          | "Hitman" Bang J-Hope Pdogg RM Supreme Boi                                                              | Pdogg                | 3:59       |

| Đĩa 1: Bài hát tặng kèm phiên bản vật lý | Đĩa 1: Bài hát tặng kèm phiên bản vật lý | Đĩa 1: Bài hát tặng kèm phiên bản vật lý | Đĩa 1: Bài hát tặng kèm phiên bản vật lý | Đĩa 1: Bài hát tặng kèm phiên bản vật lý |
| STT                                      | Nhan đề                                  | Phổ lời                                  | Sản xuất                                 | Thời lượng                               |
| ---------------------------------------- | ---------------------------------------- | ---------------------------------------- | ---------------------------------------- | ---------------------------------------- |
| 13.                                      | "Dynamite"                               | David Stewart Jessica Agombar            | David Stewart                            | 3:20                                     |
| Tổng thời lượng:                         | Tổng thời lượng:                         | Tổng thời lượng:                         | Tổng thời lượng:                         | 49:40                                    |

| Đĩa 2            | Đĩa 2                                                                             | Đĩa 2 | Đĩa 2            | Đĩa 2      |
| STT              | Nhan đề                                                                           | Phổ lời | Sản xuất         | Thời lượng |
| ---------------- | --------------------------------------------------------------------------------- | --- | ---------------- | ---------- |
| 1.               | "Boy with Luv" (phiên bản tiếng Nhật; từ Map of the Soul:7 ~The Journey ~, 2020)  | "Hitman" Bang Emily Weisband J-Hope Melanie Joy Fontana Michel "Lindgren" Schulz Pdogg RM Suga                         | Pdogg            | 3:50       |
| 2.               | "Stay Gold" (từ Map of the Soul:7 ~The Journey ~, 2020)                           | Jun KM-Markit Melanie Joy Fontana Michel "Lindgren" Schulz Sunny Boy UTA                                               | UTA              | 4:03       |
| 3.               | "Let Go" (từ Face Yourself, 2018)                                                 | Hiro Jun UTA Sunny Boy                                                                                                 | UTA              | 4:57       |
| 4.               | "Spring Day" (phiên bản tiếng Nhật; từ Face Yourself, 2018)                       | "hitman" bang Adora RM Suga Arlissa Ruppert Pdogg Peter Ibsen                                                          | Pdogg            | 4:36       |
| 5.               | "On" (phiên bản tiếng Nhật; từ Map of the Soul:7 ~The Journey ~, 2020)            | Antonina Armato August Rigo J-Hope Julia Ross Krysta Youngs Melanie Joy Fontana Michel "Lindgren" Schulz Pdogg RM Suga | Pdogg            | 4:07       |
| 6.               | "Don't Leave Me" (từ Face Yourself, 2018)                                         | Hiro UTA Sunny Boy Pdogg                                                                                               | UTA Pdogg        | 3:46       |
| 7.               | "Not Today" (phiên bản tiếng Nhật; từ Face Yourself, 2018)                        | "Hitman" Bang Adora June Pdogg RM Supreme Boi                                                                          | Pdogg            | 3:54       |
| 8.               | "Make It Right" (phiên bản tiếng Nhật; từ Map of the Soul:7 ~The Journey ~, 2020) | Benjy Gibson Ed Sheeran Fred Gibson J-Hope Jo Hill RM Suga                                                             | Fred             | 3:45       |
| 9.               | "Your Eyes Tell" (từ Map of the Soul:7 ~The Journey ~, 2020)                      | Gustav Mared UTA Jungkook Jun                                                                                          | Gustav Mared     | 4:05       |
| 10.              | "Crystal Snow" (từ Face Yourself, 2018)                                           | Kanata Okajima Soma Genda RM                                                                                           | Soma Genda       | 5:22       |
| Tổng thời lượng: | Tổng thời lượng:                                                                  | Tổng thời lượng: | Tổng thời lượng: | 42:25      |

| Đĩa 3 [Blu-ray / DVD] | Đĩa 3 [Blu-ray / DVD]                                       | Đĩa 3 [Blu-ray / DVD]   | Đĩa 3 [Blu-ray / DVD] |
| STT                   | Nhan đề                                                     | Đạo diễn                | Thời lượng            |
| --------------------- | ----------------------------------------------------------- | ----------------------- | --------------------- |
| 1.                    | "Film Out" (video âm nhạc)                                  | Choi Yongseok (Lumpens) | 3:44                  |
| 2.                    | "Stay Gold" (video âm nhạc)                                 | Ko Yoo Jeong            | 4:05                  |
| 3.                    | "Lights" (video âm nhạc)                                    | Doori Kwak (GDW)        | 5:27                  |
| 4.                    | "Airplane Pt. 2" (phiên bản tiếng Nhật, video âm nhạc)      | Choi Yongseok           | 3:47                  |
| 5.                    | "Mic Drop" (phiên bản tiếng Nhật, video âm nhạc)            | Woogie Kim (GDW)        | 4:30                  |
| 6.                    | "Blood Sweat & Tears" (phiên bản tiếng Nhật, video âm nhạc) | Choi Yongseok           | 4:13                  |

| Đĩa 3 [Blu-ray] / Đĩa 4 [DVD] | Đĩa 3 [Blu-ray] / Đĩa 4 [DVD]                                                              | Đĩa 3 [Blu-ray] / Đĩa 4 [DVD] |
| STT                           | Nhan đề                                                                                    | Thời lượng                    |
| ----------------------------- | ------------------------------------------------------------------------------------------ | ----------------------------- |
| 7.                            | "Hậu trường chụp ảnh"                                                                      | 31:48                         |
| 8.                            | "Film Out" (hậu trường video âm nhạc)                                                      | 25:08                         |
| 9.                            | "Stay Gold" (hậu trường video âm nhạc [phiên bản bổ sung])                                 | 22:13                         |
| 10.                           | "Lights" (hậu trường video âm nhạc [phiên bản bổ sung])                                    | 21:11                         |
| 11.                           | "Airplane Pt. 2" (phiên bản tiếng Nhật, hậu trường video âm nhạc [phiên bản bổ sung])      | 22:15                         |
| 12.                           | "Mic Drop" (phiên bản tiếng Nhật, hậu trường video âm nhạc [phiên bản bổ sung])            | 22:35                         |
| 13.                           | "Blood Sweat & Tears" (phiên bản tiếng Nhật, hậu trường video âm nhạc [phiên bản bổ sung]) | 21:49                         |
| Tổng thời lượng:              | Tổng thời lượng:                                                                           | 192:45                        |

## Bảng xếp hạng
| Bảng xếp hạng (2021)                | Vị trí cao nhất |
| ----------------------------------- | --------------- |
| Album Úc (ARIA)                     | 31              |
| Album Áo (Ö3 Austria)               | 8               |
| Album Bỉ (Ultratop Vlaanderen)      | 8               |
| Album Bỉ (Ultratop Wallonie)        | 10              |
| Album Canada (Billboard)            | 45              |
| Croatia International Albums (HDU)  | 7               |
| Album Đức (Offizielle Top 100)      | 6               |
| Album Hungaria (MAHASZ)             | 6               |
| Album Ireland (OCC)                 | 45              |
| Italian Albums (FIMI)               | 43              |
| Album Nhật Bản (Oricon)             | 1               |
| Album New Zealand (RMNZ)            | 30              |
| Album Ba Lan (ZPAV)                 | 29              |
| Album Bồ Đào Nha (AFP)              | 2               |
| Spanish Albums (PROMUSICAE)         | 26              |
| Album Thụy Sĩ (Schweizer Hitparade) | 5               |
| Album Anh Quốc (OCC)                | 71              |
| Album Hoa Kỳ Billboard 200          | 19              |
| Album Hoa Kỳ World (Billboard)      | 1               |

## Chứng nhận
| Quốc gia                                  | Chứng nhận | Số đơn vị/doanh số chứng nhận |
| ----------------------------------------- | ---------- | ----------------------------- |
| Nhật Bản (RIAJ)                           | Triệu      | 0^                            |
| ^ Chứng nhận dựa theo doanh số nhập hàng. |            |                               |

## Lịch sử phát hành
| Quốc gia | Ngày             | Định dạng                       | Hãng đĩa                        | Phiên bản    | Nguồn  |
| -------- | ---------------- | ------------------------------- | ------------------------------- | ------------ | ------ |
| Toàn cầu | 16 tháng 6, 2021 | Tải kỹ thuật số phát trực tuyến | Universal Japan Def Jam Big Hit | Thông thường | [ 39 ] |
| Nhật Bản | 16 tháng 6, 2021 | 2CD + Blu-ray                   | Universal Japan Def Jam Big Hit | Giới hạn A   | [ 18 ] |
| Nhật Bản | 16 tháng 6, 2021 | 2CD + 2DVD                      | Universal Japan Def Jam Big Hit | Giới hạn B   | [ 18 ] |
| Nhật Bản | 16 tháng 6, 2021 | 2CD + Photobook                 | Universal Japan Def Jam Big Hit | Giới hạn C   | [ 18 ] |
| Nhật Bản | 16 tháng 6, 2021 | 2CD                             | Universal Japan Def Jam Big Hit | Thông thường | [ 18 ] |
| Toàn cầu | 6 tháng 8, 2021  | 2CD                             | Universal Japan Def Jam Big Hit | Thông thường | [ 40 ] |